# Hakea lasianthoides
Hakea lasianthoides (лат.) — кустарник или дерево, вид рода Хакея (Hakea) семейства Протейные (Proteaceae). Цветёт бело-кремовыми цветами с сентября по ноябрь.

## Ботаническое описание
Hakea lasianthoides — прямой широкий кустарник или дерево высотой от 1,5 до 3,5 м. Плоские вечнозелёные листья имеют линейную или узкую эллиптическую или яйцевидную форму, длина — от 3 до 11,5 см, ширина — от 3 до 11 мм. Цветёт с сентября по ноябрь, даёт бело-кремовые цветки. Соцветие состоит из 2-8 цветков кремового цвета с волосками, простирающимися на околоцветник длиной от 4,5 до 7 мм. Плоды гладкие листообразные поперечно-эллиптической формы. Плод длиной от 25 до 31 мм и шириной от 0,7 до 0,9 мм. Семена внутри имеют узкую эллиптическую или яйцевидную форму с крылом вниз с одной стороны.

## Таксономия
Вид Hakea lasianthoides был впервые официально описан австралийским ботаником Барбарой Рай в 1984 году как часть работы A new species and a new combination among the Proteaceae represented in the Perth Region, как опубликовано в журнале Nuytsia. Единственный известный синоним — это Hakea lasiantha angustifolia. Видовой эпитет — от греческих слов lasios — «волосатый» или «шерстяной», anthos — «цветок» и -oides, означающий «сходство», ссылаясь на сходство внешнего вида цветов с Hakea lasiantha. 

## Распространение и местообитание
H. lasianthoides — эндемик округов Юго-Западный и Пиил в Западной Австралии, от Армадейла на севере до Денмарка на юге, где встречается во влажных районах и на грядах. Растёт на супесчаных и гравийных почвах. Часто встречается как часть подлеска в ярровых лесах.